# Victoria (circonscription fédérale néo-brunswickoise)
Pour les articles homonymes, voir Victoria.
Victoria était une circonscription électorale fédérale du Nouveau-Brunswick, Canada, dont le représentant a siégé à la Chambre des communes de 1867 à 1914.

## Histoire
Cette circonscription a été créée par l'Acte de l'Amérique du Nord britannique en 1867 et correspondait au Comté de Victoria. Elle faisait partie des 15 circonscriptions fédérales originelles et fut abolie en 1914 lorsqu'elle fusionna avec celle de Carleton pour former la nouvelle circonscription de Victoria—Carleton.

## Liste des députés successifs
Cette circonscription fut représentée par les députés suivants :
|  | Législature | Date élection     | Député        | Profession | Parti                |
|  | ----------- | ----------------- | ------------- | ---------- | -------------------- |
|  | 1re         | 7 août 1867       | John Costigan | Juge       | Libéral-conservateur |
|  | 2e          | 20 juillet 1872   | John Costigan | Juge       | Libéral-conservateur |
|  | 3e          | 22 janvier 1874   | John Costigan | Juge       | Libéral-conservateur |
|  | 4e          | 17 septembre 1878 | John Costigan | Juge       | Libéral-conservateur |
|  | 5e          | 20 juin 1882      | John Costigan | Juge       | Libéral-conservateur |
|  | 6e          | 22 février 1887   | John Costigan | Juge       | Libéral-conservateur |
|  | 7e          | 5 mars 1891       | John Costigan | Juge       | Libéral-conservateur |
|  | 8e          | 23 juin 1896      | John Costigan | Juge       | Libéral-conservateur |
|  | 9e          | 7 novembre 1900   | John Costigan | Juge       | Libéral              |
|  | 10e         | 3 novembre 1904   | John Costigan | Juge       | Libéral              |
|  | ¹           | 5 mars 1907       | Pius Michaud  | Avocat     | Libéral              |
|  | 11e         | 26 octobre 1908   | Pius Michaud  | Avocat     | Libéral              |
|  | 12e         | 21 septembre 1911 | Pius Michaud  | Avocat     | Libéral              |

¹ Élection partielle à la suite de la nomination de J. Costigan au Sénat